# Autostrada A3 (Luksemburg)
Autostrada A3 (luks. Autobunn A3, Diddelenger Autobunn) – autostrada w Luksemburgu. Arteria łączy stolicę państwa, Luksemburg, z granicą Francji w pobliżu miasta Dudelange. Przebiega przez południową część kraju.

## Historia
Pierwszy odcinek, Croix de Gasperich – Dudelange, oddano do użytku w 1978 roku.

## Trasy europejskie
Autostrada znajduje się w ciągu przebiegu dwóch tras europejskich.
| Trasa | Przebieg                                  |
| ----- | ----------------------------------------- |
| E25   | Croix de Gasperich – granica L-F          |
| E29   | Croix de Gasperich – Croix de Bettembourg |